# Araçari de Humboldt
Pteroglossus inscriptus
Espèce
Statut de conservation UICN

 LC  : Préoccupation mineure
L'Araçari de Humboldt (Pteroglossus inscriptus) ou araçari marqué, est une espèce d'oiseau de la famille des Ramphastidae.

## Sous-espèces
Cet oiseau est représenté par deux sous-espèces :
- Pteroglossus inscriptus humboldti Wagler, 1827 : du sud-est de la Colombie et l'ouest du Brésil au nord de la Bolivie ;
- Pteroglossus inscriptus inscriptus Swainson, 1822 : centre et sud du Brésil.

## Conservation en parc zoologique
Cette espèce est présente au parc Pairi Daiza dans l'oasis sous plusieurs espèces.

Araçari de Humboldt
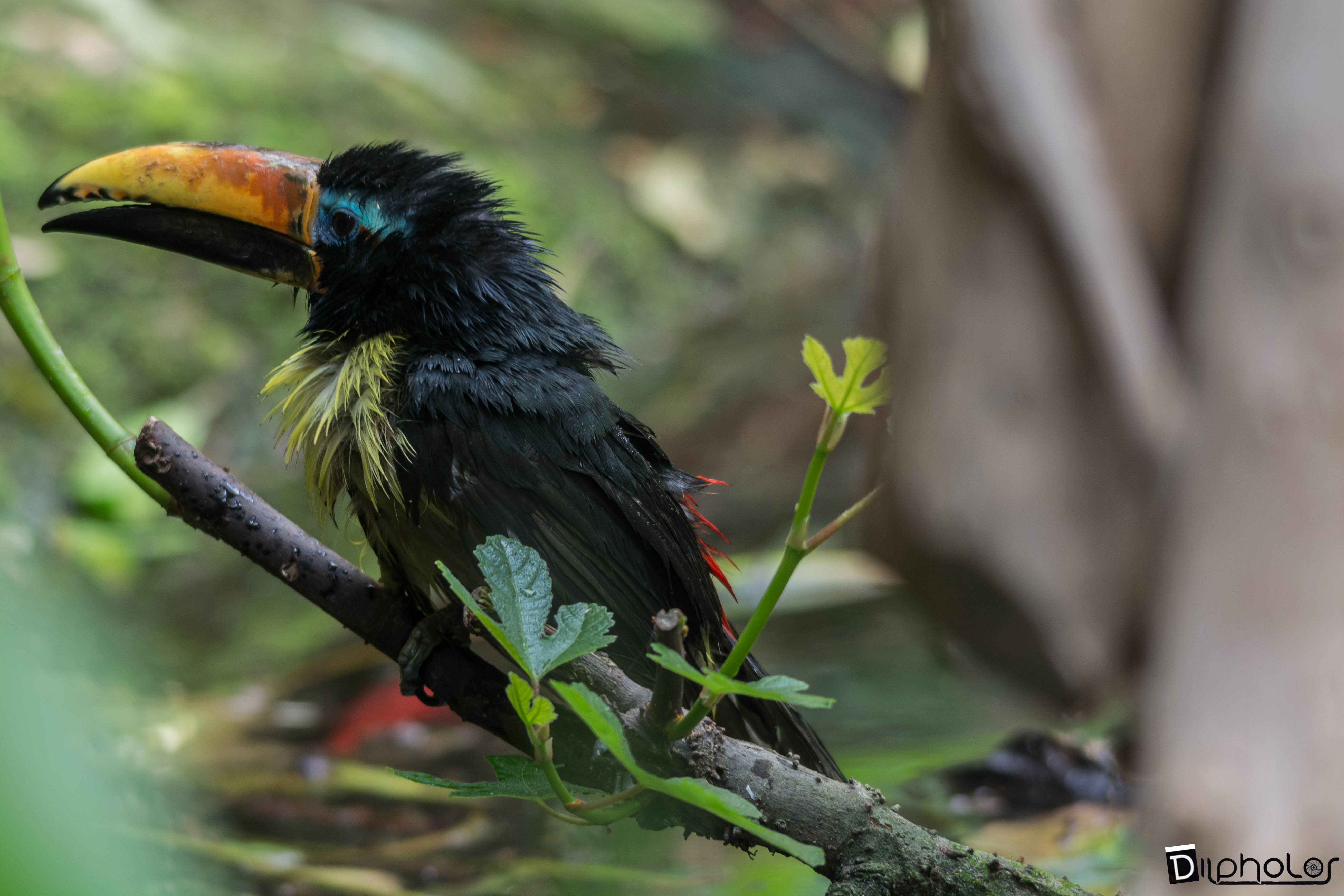